# Nursultan Mamajew
Nursultan Mamajew (kasachisch Нұрсұлтан Мамаев; russisch Нурсултан Мамаев; * 27. Juni 1993 in Schymkent) ist ein kasachischer Taekwondoin. Er startet in der Gewichtsklasse bis 58 Kilogramm.
Seinen ersten internationalen Auftritt hatte Mamajew bei den Olympischen Jugend-Spielen 2010 in Singapur. In der Klasse bis 55 Kilogramm erreichte er das Finale und gewann die Silbermedaille. Im folgenden Jahr siegte er beim asiatischen Olympiaqualifikationsturnier in Bangkok in der Klasse bis 58 Kilogramm im Halbfinale gegen Lê Huỳnh Châu und sicherte sich die Teilnahme an den Olympischen Spielen 2012 in London. Bei seiner ersten Asienmeisterschaft 2012 in Ho-Chi-Minh-Stadt erreichte er das Achtelfinale.
Mamajew bereitete sich auf die Olympischen Spiele 2012 mehrere Wochen in Südkorea vor. Er wird von Baurschan Amankulow trainiert.